# Крехівський Апостол

сторінка з пам'ятки «Крехівський Апостол»

Кре́хівський Апо́стол — визначна рукописна пам'ятка української мови, переклад анонімного твору на книжну українську мову з використанням форм північного та частково південно-західного наріч з польського протестантського видання Біблії М. Радзивіла (Берестя, 1563) та інших текстів Святого Письма. Написана, очевидно, на Волині в другій половині XVI століття, після 1563 року.

## Дата написання
Хоча на оправі Крехівського Апостола й витіснено дату 1581 року, але все ж невідома точна дата написання книги, оскільки вчені припускають що оправу було взято з іншого видання, й що сам переклад був написаний до 1581 року, у 2-гій половині XVI століття.

## Віднайдення
Крехівський Апостол (КА) виявив і подав про неї відомості Йосиф Боцян у 1925 році у Крехівському монастирі на Львівщині. Згодом у Варшаві у 1930 році два українські мовознавці проаналізували мову КА: спочатку Василь Лев у своїй статті Apostol Krechowski у 14 томі Prace Filologiczne, трохи згодом у тому ж році й Іван Огієнко у окремій двотомній книзі Українська літературна мова XVI ст. і український Крехівський Апостол присвяченій КА.
Нині КА зберігається у Львівській національній науковій бібліотеці України імені Василя Стефаника НАН України.

## Мова
Мова пам'ятки — це жива українська народна мова того часу з рисами північного і частково південно-західного наріч, якою розмовляла інтелігенція, духовенство та міщанство у староукраїнський період. У пам'ятці присутні також елементи
церковнослов'янської, польської, грецької та інших мов (животъ, кганокь, в моцы, псалмовъ, евнухъ та інші). Крехівський Апостол, перекладений тогочасною живою українською мовою, має важливе значення для історії вивчення української мови.
На думку Миколи Вербового, проста мова Крехівського Апостола має «білоруську мовну основу», але цей висновок ще потребує перевірки отриманих результатів «залучивши до розгляду ще й інші фонетичні, морфологічні та лексичні явища з мови пам'ятки».